# Italo Tajo
Italo Tajo (25 de abril de 1915 – 28 de marzo de 1993) fue un cantante de opera de nacionalidad italiana. Con voz de bajo, su repertorio incluía habitualmente obras de Wolfgang Amadeus Mozart y de Gioachino Rossini.

## Biografía
Nacido en Pinerolo, Italia, estudió violín y cantó en el Conservatorio de Turín con Nilde Stichi-Bertozzi. Debutó en la escena en 1935, encarnando a Fafner en El oro del Rin, con dirección de Fritz Busch. Invitado por Busch, actuó en el Festival de Glyndebourne, siendo miembro del coro e interpretando papeles de reparto.
En 1939 se encontraba de nuevo en Italia, donde fue miembro e la Teatro de la Ópera de Roma, participando en el estreno italiano de la pieza de Alban Berg Wozzeck. En 1940 entró en el elenco del Teatro de La Scala de Milán, donde cantó con regularidad hasta 1956.Dos años después, con el Maggio Musicale Fiorentino, fue Leporello en Don Giovanni, un papel que cantaría en numerosas ocasiones a lo largo de su carrera. 
Terminada la Segunda Guerra Mundial, su carrera dio un giro internacional, actuando en París, Londres, Edimburgo y Buenos Aires. En 1946 debutó en la Chicago Opera Company, y en 1948 hizo lo mismo en la Ópera de San Francisco y en la Metropolitan Opera House de Nueva York (Don Basilio en El barbero de Sevilla, con Giuseppe Valdengo). En esa época cantó personajes como Figaro, Leporello, Don Basilio, Dulcamara, Don Pasquale, Gianni Schicchi, etc.
Aunque se especializó en papeles cómicos, cantó también un buen número de personajes serios, como los de las piezas Attila y Macbeth (ambas de Giuseppe Verdi), y Borís Godunov (de Modest Músorgski). También fue Samuel en David (de Darius Milhaud), y cantó personajes de óperas de Luciano Berio, Adriano Lualdi, Gian Francesco Malipiero y Luigi Nono. En 1953 cantó en el Teatro Comunale de Florencia en el estreno, casi totalmente en lengua italiana, de la ópera de Serguéi Prokófiev Guerra y paz.
Fue sustituto de Ezio Pinza en 1957, con el papel de Emile de Becque, en el musical South Pacific, representado en el circuito de Broadway, cantando más adelante en Kiss Me, Kate.
En 1961 formó parte del estreno mundial de la obra de Luigi Nono Intolleranza 1960, representada en Venecia.
Tajo empezó a dar clases en 1966 en la Universidad de Cincinnati, donde fue en gran medida responsable de la organización de un taller de ópera. Uno de sus destacados alumnos fue el barítono Tom Fox. A pesar de estas actividades, continuó cantando cumplidos ya los setenta años, principalmente en la Metropolitan Opera House con personajes de carácter como los de Geronte, Benoit, Alcindoro, y el Sacristán. Su última actuación en escena tuvo lugar en la el Metropolitan con Tosca en 1991.
Tajo grabó pocos discos, siendo el más famoso de ellos el editado en 1950 por RCA Victor Rigoletto, con Leonard Warren, Erna Berger y Jan Peerce bajo la dirección de Renato Cellini. También grabó Las bodas de Fígaro y Don Giovanni para Cetra. Así mismo, puede ser oído en discos en directo de Macbeth (con Maria Callas y dirección de Victor de Sabata) y de Guerra y paz.
A finales de los años 1940 actuó en versiones cinematográficas de El barbero de Sevilla, El elixir de amor y Lucía de Lammermoor, así como en producciones televisivas como Don Pasquale en 1955. 
Tajo fue invitado especial en la celebración en 1983 del Centenario de la Metropolitan Oper, cantando un extracto de Don Pasquale.
Italo Tajo falleció en Cincinnati, Ohio, en 1993. Tenía 77 años de edad.

## Discografía

### Grabaciones de estudio
- Andrea Chénier, con Beniamino Gigli, Maria Caniglia y Gino Bechi, dirección de Oliviero De Fabritiis -  HMV 1941
- Rigoletto, con  Leonard Warren, Erna Berger, Jan Peerce y Nan Merriman, dirección de Renato Cellini - RCA 1950
- Las bodas de Fígaro, con Alda Noni, Gabriella Gatti, Sesto Bruscantini y Iolanda Gardino, dirección de Fernando Previtali - Cetra 1951
- Don Giovanni, con Giuseppe Taddei, Maria Curtis Verna, Carla Gavazzi y Cesare Valletti, dirección de Max Rudolf - Cetra 1953
- Don Pasquale (DVD), con Alda Noni, Cesare Valletti y Sesto Bruscantini, dirección de Alberto Erede - video-RAI 1955 ed. Hardy Classic/BCS
- La gazzetta, con Angelica Tuccari, Mario Borriello y Agostino Lazzari, dirección de Franco Caracciolo - Cetra 1960
- La ocasión hace al ladrón, con Cecilia Fusco, Mitì Truccato Pace y Gino Sinimberghi, dirección de Luigi Colonna - Cetra 1963

### Grabaciones en directo
- Macbeth, con Frank Valentino, Margherita Grandi y Walter Migdley, dirección de Berthold Goldschmigdt - Edimburgo 1947 ed. Lyric Distribution/Testament
- Fausto, con Giuseppe Di Stefano, Dorothy Kirsten y Leonard Warren, dirección de Wilfred Pelletier - Met 1949 ed. Cetra/Arkadia/Myto
- Gianni Schicchi, con Licia Albanese, Cloe Elmo y Giuseppe Di Stefano, dirección de Giuseppe Antonicelli - Met 1949 ed. GOP/Guilde
- Fernand Cortez, con Gino Penno, Renata Tebaldi y Aldo Protti, dirección de Gabriele Santini. - Nápoles 1951 ed. HRE/Hardy Classic
- Attila, con Giangiacomo Guelfi, Caterina Mancini y Gino Penno, dirección de Carlo Maria Giulini - Venecia 1951 ed.GOP
- El trovador, con Giacomo Lauri Volpi, Maria Callas, Paolo Silveri y Cloe Elmo – dirección de Tullio Serafin - Nápoles 1951 ed. Cetra/Myto/Melodram
- Macbeth, con Enzo Mascherini, Maria Callas y Gino Penno, dirección de Victor de Sabata - La Scala 1952 ed. GOP/Myto/EMI
- El elixir de amor, con Beniamino Gigli, Rina Gigli y Giuseppe Taddei, dirección de Gianandrea Gavazzeni - Nápoles 1953 ed. Bongiovanni/Eklipse
- La bohème, con Elena Rizzieri, Giuseppe Campora, Giuseppe Taddei y Renata Broilo, dirección de Francesco Molinari Pradelli - RAI-Milán 1954 ed. Opera Lovers
- Las bodas de Fígaro, con Alda Noni, Renata Tebaldi, Scipio Colombo y Giulietta Simionato, dir. Ionel Perlea - Nápoles 1954 ed. Hardy Classic
- Don Pasquale, con Margherita Rinaldi, Giuseppe Baratti y Rolando Panerai, dirección de Massimo Pradella - RAI-Milán 1963 ed. Opera Lovers
- La bohème (Benoit-DVD), con Luciano Pavarotti, Mirella Freni, Gino Quilico, Nicolai Ghiaurov y Sandra Pacetti, dirección de Tiziano Severini - San Francisco 1988 ed. Kultur

## Filmografía
- Il barbiere di Siviglia (1947)
- La leggenda di Faust (1949)